# Ponte dell'autostrada A12
Il Ponte dell'autostrada A12 (ufficialmente: "Viadotto Arno") è l'ultimo ponte che attraversa l'Arno prima che quest'ultimo si getti nel mare. L'attraversamento è ubicato in località San Piero a Grado nel comune di Pisa.

## Caratteristiche tecniche
Il Ponte dell'autostrada A12 è lungo 200 metri, ha un'altezza massima di 15 metri, ha tre campate con una luce massima di 50 metri ed è largo 24 metri.  La struttura è in cemento armato. La realizzazione, nel  periodo 1967-1970, è della Società Autostrade S.p.A.

## Architettura
L'Arno, praticamente alla sua foce, è attraversato dal viadotto in modo lineare tanto che i 200 metri dell'opera possono sfuggire ad una prima analisi della struttura. In questo punto si intrecciano i sistemi di trasporto vecchio (fluviale) e nuovo (stradale) della Toscana.
Se pur opera impegnativa dal punto di vista costruttivo, non risulta avere pretese architettoniche, cosa comune ai viadotti autostradali.